# Pavlova Ves
Pavlova Ves es un municipio del distrito de Liptovský Mikuláš en la región de Žilina, Eslovaquia, con una población estimada a final del año 2024 de 281 habitantes.
Se encuentra ubicado al sureste de la región, cerca del curso alto del río Váh (cuenca hidrográfica del Danubio), de los montes Tatras y de la frontera con Polonia y las regiones de Prešov y Banská Bystrica.

## Demografía
| Año        | 1994 | 2004     | 2014    | 2024     |
| ---------- | ---- | -------- | ------- | -------- |
| Población  | 281  | 252      | 251     | 281      |
| Diferencia |      | −10,32 % | −0,39 % | +11,95 % |

| Año        | 2023 | 2024    |
| ---------- | ---- | ------- |
| Población  | 284  | 281     |
| Diferencia |      | −1,05 % |